# 浄水場
本項では上水道へ水を供給する施設を中心に説明する。汚水を処理する施設に関しては下水道および浄化槽の項を参照のこと。

## 概要
一般に、都市では安全な水道水が大量に求められるが、浄水場はその要求を満たし水道水の供給というサービスを提供する水道システムの根幹を成す公共施設である。
都市近郊では生活排水や産業廃水などによって水源の水質が低下する傾向があるが、浄水技術の向上によって水道水の品質を確保している。また、清浄な水の供給によって伝染病の発生を防ぎ、公衆衛生を保つ機能も担っている。
浄水場は、環境から採取した水を、上水道の形で利用可能にするための施設である。水源の状態や求められる水質安全基準などによって施設の規模は異なるが、日本には概ね中水道は存在せず、各消費先へと送られる水道は、調理や飲用を前提とする上水道であるため、飲料水として安全な状態にまで水質を改善させる機能を持つのが一般的である。

## 浄化・消毒処理
単純な沈殿や濾過の過程では、固体としての性質を持つ不要ないし有害な物質が取り除けるものの、水溶性の有害物質は除去できない。このため生化学的手段ないし化学処理によって、溶け込んでいる物質を凝固させて取り除く浄化を行い、最終的に塩素やオゾンといった有機物や化学物質と反応し易い物質を使って殺菌する工程を経て送水される。
ただし当然ながらその機能には物理的な限界があり、万が一処理可能な範囲を超えて異物や有害物質などが混入した場合処理することはできない。このため浄水場の多くでは、取水時と浄水施設の各段階における水に含まれる化学物質や微生物の監視を絶えず行っており、安全基準を超えるような問題が発生した場合には浄水施設の機能点検や管理強化、それでも対応できない場合には水の供給を止め（断水）、水質汚染の被害が拡散しないようにするための安全装置としての役目も担っている。
濾過池における処理方法の違いにより緩速濾過と急速濾過に分類できる。

## 処理過程
一般的な急速濾過方式を用いた浄水場の処理過程を以下に示す。

### 取水塔
取水塔（しゅすいとう）のような取水施設によって、自然環境から水を浄水場に取り入れる。このように取水口から取水された水は「原水」（げんすい）と呼ばれる。

### 沈砂池

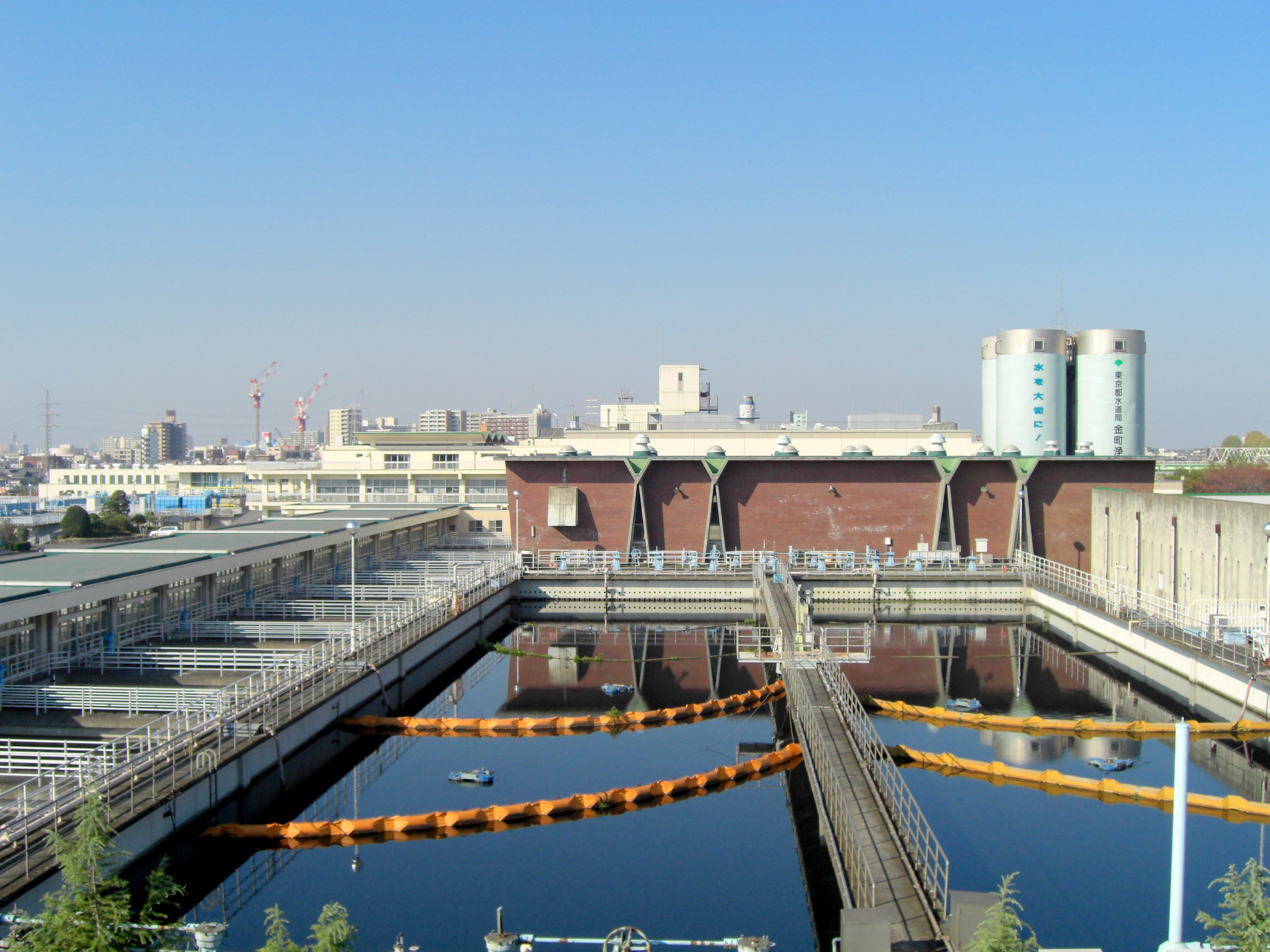
沈砂池（金町浄水場）

原水には砂や土が含まれるため、沈砂池（ちんさち）に導いて緩やかな流れの途中で沈殿させることでそれらを取り除く。取水塔や沈砂池での原水の流れは自然な勾配によって作られる。

### 取水ポンプ
沈砂池から流れてきた原水は、取水ポンプ（しゅすいポンプ）によって汲み上げられ、着水井へ向けて送水される。

### 着水井
着水井（ちゃくすいせい）は、原水にとって浄水場での最初の水槽であり、送水されてきた勢いによる原水の圧力変化を抑えて、以降の過程へ向けて水位を一定に保つ役割を担う。

### 凝集剤注入設備
凝集剤注入設備では、水に混ざっている細かい砂や土などを沈めるため、着水井から出た原水にポリ塩化アルミニウム等の凝集剤が注入される。

### 薬品混和池
凝集剤が加えられた原水は、薬品混和池でよく混ぜられる。

### フロック形成池
フロック形成池では、凝集剤の混ざった原水をゆっくりと攪拌する。
「フロック」とは、それまで水に浮遊していた細かい砂や土などが、凝集剤の働きで寄り集まりかたまりとなったものである。
フロックが作られることで、砂や土などの粒子が比較的大きくなり沈みやすくなる。

### 沈でん池
沈でん池に導かれた水は、静かな流れの中でフロックが沈められ、砂や土が水から除かれる。

### 塩素注入設備 (1)
塩素注入設備では、アンモニア態窒素や鉄などを取るため、沈でん池から出た水に塩素が注入される。

### 濾過池

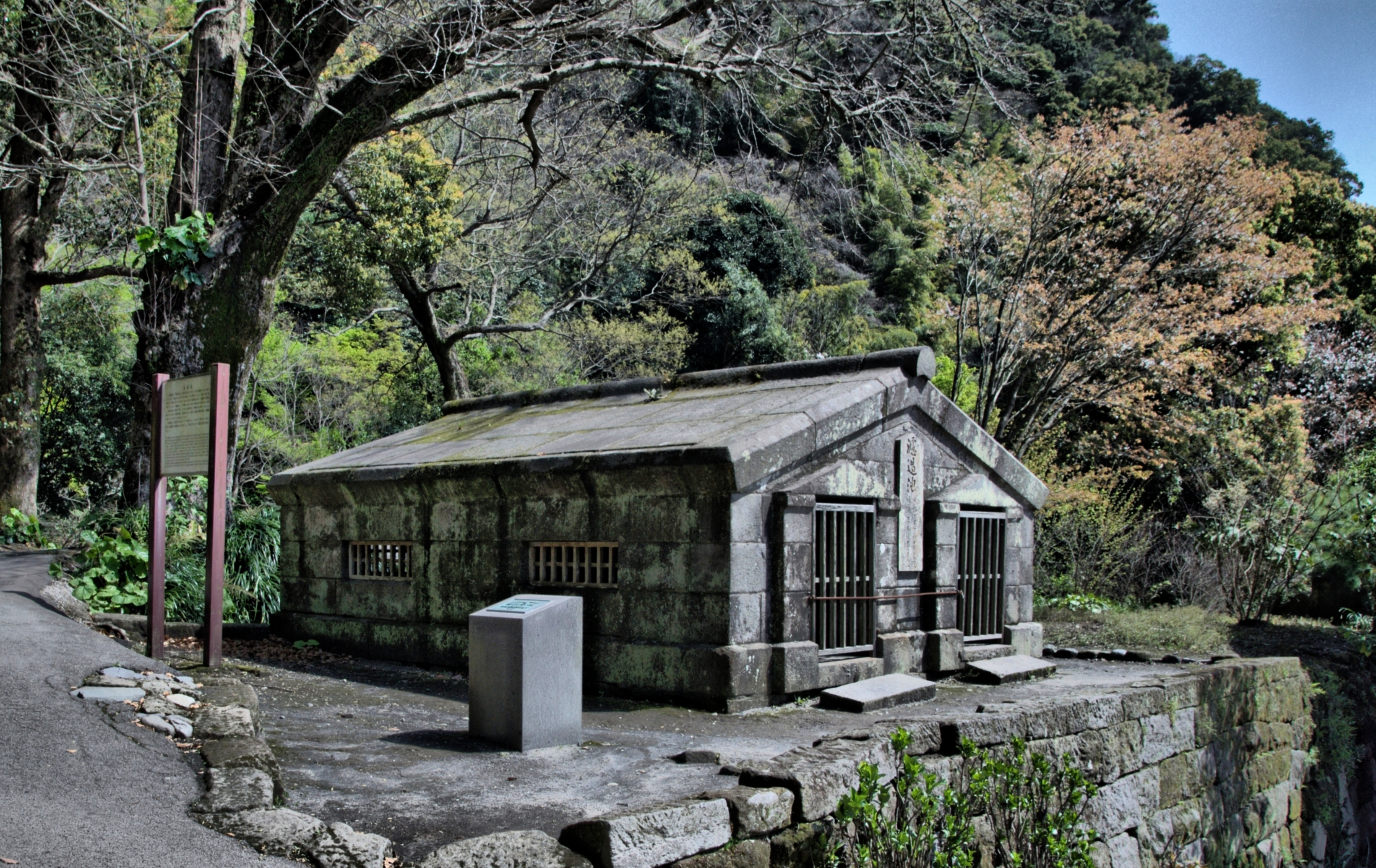
仙巌園内の濾過池
（登録有形文化財）

濾過池によって、砂や砂利の層で水を濾して、微細な粒子状のものを除く。

### 塩素注入設備 (2)
2つ目の塩素注入設備で、消毒のための塩素を入れる。

### 配水池
配水池に、きれいになった水を溜めておく。

### 送水ポンプ
送水ポンプ（そうすいポンプ）によって、配水池の水を給水所に送り出す。水は各配水場・配水池へ配水管を用いて送られ、各家庭や施設へ給水される。

## 「おいしい水道水」への挑戦
昭和中頃の大都会では、原水の劣化や周辺環境の悪化に伴い、ゲオスミンや2-メチルイソボルネオールなどを原因とする水道水の「臭み」が問題化した。昭和40年代の東京においては特に顕著で、江戸川の水質悪化を受け、従来の活性炭処理では歯が立たず、一時は「カビ臭く、犬も飲まない中水道以下の水」と酷評されるに至った。
この事態を受け、東京都水道局は、平成4年（1992年）に、金町浄水場においてオゾンによる高度浄水処理を開始、加えて江戸川上流の下水処理能力を向上させるなどした結果、その質は飛躍的に向上、さらに塩素処理を加えたボトルウォーター『東京水』が市販されるにまで昇華した。

東京以外の各地でも高度浄水処理の導入や原水地域の環境保全は進んでいる。
「おいしい水道水」の実現には、浄水場の機能向上が必須ではあるが、周辺環境の向上も不可欠な要素である。

## 運営方式
日本の浄水場は、県営・市営・町営・村営などの運営形態があり、県営浄水場で浄化した水を市町村営の浄水場や配水場に配水する。アメリカ合衆国では、1990年代から民間委託が進んでいるがアトランタのように、民間業者の過度なコスト削減が水道料金の上昇や水質の悪化を招き、公営へ運営形態を再変更する揺り戻しも見られる。

## テロの攻撃目標として
2021年2月、アメリカ合衆国フロリダ州オールズマー市の浄水場のシステムに何者かが不正侵入、水道水に加える水酸化ナトリウムの濃度を100倍以上に高めようとした事件が発生した。管理者が不正アクセスを発見して、速やかに正常値へ戻したことから市民への被害はなかったが、発見が遅れれば数千人に健康被害が出かねない事態だった。

## 参考書籍
- 高堂彰二著、『水道の本』、日刊工業新聞社、2011年11月16日初版1刷発行、ISBN 9784526067808、64-65頁